# Lijst van rijksmonumenten in Houten (plaats)
De plaats Houten telt 61 inschrijvingen in het rijksmonumentenregister. Hieronder een overzicht,

## Diverse rijksmonumenten
| Object | Oorspronkelijke functie?  | Bouwjaar                                           | Architect                              | Locatie                  | Coördinaten?                 | Nr.?   | Afbeelding                                                    |
| --- | ------------------------- | -------------------------------------------------- | -------------------------------------- | ------------------------ | ---------------------------- | ------ | ------------------------------------------------------------- |
| Overdam | Boerderij                 | 16e eeuw (deels)                                   |                                        | Rietdijk 5               | 52° 1' 36" NB, 5° 11' 45" OL | 22655  | Meer afbeeldingen                                             |
| De Viersprong | Boerderij                 | 18e eeuw                                           |                                        | Heemsteedseweg 6         | 52° 2' 16" NB, 5° 7' 32" OL  | 22656  | Meer afbeeldingen                                             |
| Jacobahoeve | Boerderij                 | 18e eeuw                                           |                                        | Heemsteedseweg 8         | 52° 2' 16" NB, 5° 7' 32" OL  | 22657  | Meer afbeeldingen                                             |
| 't Rechthuis | Boerderij                 |                                                    |                                        | Heemsteedseweg 10        | 52° 2' 9" NB, 5° 7' 29" OL   | 22658  | Meer afbeeldingen                                             |
| Boerderij, fors langhuis gepleisterd, voorgevel afgewolfd dak                                                                           | Boerderij                 |                                                    |                                        | Hoofdveste 21            | 52° 1' 30" NB, 5° 8' 19" OL  | 22660  | Boerderij, fors langhuis gepleisterd, voorgevel afgewolfd dak |
| Boerderij, 'Schoneveld' dwarshuis met kruisvensters                                                                                     | Boerderij                 | 17e eeuw                                           |                                        | Leedijk 1                | 52° 0' 59" NB, 5° 10' 32" OL | 22661  | Meer afbeeldingen                                             |
| Nederlands Hervormde Kerk | Kerk en kerkonderdeel     | 12e eeuw en later                                  |                                        | Lobbendijk 1             | 52° 1' 39" NB, 5° 9' 41" OL  | 22662  | Meer afbeeldingen                                             |
| Boerderij van het voerdeeltype onder afgewolfd rieten zadeldak met nokpannen                                                            | Boerderij                 | 1805                                               |                                        | Smalspoor 5              | 52° 1' 20" NB, 5° 10' 47" OL | 22663  | Upload foto                                                   |
| Witgepleisterde bakstenen boerderij van het voerdeeltype onder afgewolfde rieten zadeldak met nokpannen                                 | Boerderij                 |                                                    |                                        | Beusichemseweg 20        | 52° 1' 18" NB, 5° 10' 53" OL | 22664  | Upload foto                                                   |
| O.L. Vrouw ten Hemelopneming | Kerk en kerkonderdeel     | 1884-1885                                          | Alfred Tepe                            | Loerikseweg 12           | 52° 1' 36" NB, 5° 9' 51" OL  | 22665  | Meer afbeeldingen                                             |
| Boerderij, hoog dwarshuis, zadeldak in topgevels eindigend                                                                              | Boerderij                 | 17e eeuw                                           |                                        | Oud Wulfseweg 17         | 52° 2' 40" NB, 5° 9' 22" OL  | 22666  | Meer afbeeldingen                                             |
| Laag langgerekt gepleisterd pand | Woonhuis                  |                                                    |                                        | Plein 12                 | 52° 1' 35" NB, 5° 9' 43" OL  | 22667  | Upload foto                                                   |
| Gepleisterd pand | Werk-woonhuis             | 18e eeuw                                           |                                        | Plein 14                 | 52° 1' 36" NB, 5° 9' 43" OL  | 22668  | Meer afbeeldingen                                             |
| Gepleisterd pand | Werk-woonhuis             | 18e eeuw                                           |                                        | Plein 15                 | 52° 1' 36" NB, 5° 9' 44" OL  | 22669  | Meer afbeeldingen                                             |
| Huis | Woonhuis                  | 17e eeuw                                           |                                        | Koningin Julianastraat 2 | 52° 1' 36" NB, 5° 9' 44" OL  | 22671  | Meer afbeeldingen                                             |
| Pand met topgevel, gepleisterd | Woonhuis                  |                                                    |                                        | Plein 20                 | 52° 1' 37" NB, 5° 9' 45" OL  | 22672  | Pand met topgevel, gepleisterd                                |
| Gepleisterd huis met topgevel | Werk-woonhuis             |                                                    |                                        | Plein 21                 | 52° 1' 38" NB, 5° 9' 46" OL  | 22673  | Meer afbeeldingen                                             |
| Laag huis met zadeldak en topgevel | Winkel                    |                                                    |                                        | Plein 22                 | 52° 1' 38" NB, 5° 9' 45" OL  | 22674  | Meer afbeeldingen                                             |
| Hoogoprijzend huis met rechte kroonlijst                                                                                                | Werk-woonhuis             | 18e eeuw                                           |                                        | Plein 24                 | 52° 1' 38" NB, 5° 9' 44" OL  | 22675  | Meer afbeeldingen                                             |
| Hoogoprijzend pand met rechte kroonlijst                                                                                                | Woonhuis                  | 18e eeuw                                           |                                        | Plein 25                 | 52° 1' 39" NB, 5° 9' 44" OL  | 22676  | Meer afbeeldingen                                             |
| Schonauwen | Kasteel, buitenplaats     | 15e eeuw (hoektoren) 1861 (herbouwd)               |                                        | Schalkwijkseweg 1        | 52° 0' 44" NB, 5° 10' 30" OL | 22677  | Meer afbeeldingen                                             |
| De Steenen Poort | Boerderij                 | 16e eeuw                                           |                                        | Warinenpoort 88          | 52° 1' 32" NB, 5° 9' 9" OL   | 22678  | Meer afbeeldingen                                             |
| Boerderij naast inrijpoort van huis Heemstede met zomerhuis                                                                             | Boerderij                 |                                                    |                                        | Peppelkade 22            | 52° 2' 21" NB, 5° 8' 60" OL  | 22679  | Meer afbeeldingen                                             |
| Café-restaurant "De Engel", oude herberg, langgerekt laaggepleisterd huis met zadeldak                                                  | Horeca                    | 17e/18e eeuw                                       |                                        | Burg. Wallerweg 2        | 52° 1' 39" NB, 5° 9' 38" OL  | 22680  | Meer afbeeldingen                                             |
| Laag huis met zadeldak | Woonhuis                  | 18e eeuw                                           |                                        | Burg. Wallerweg 5        | 52° 1' 40" NB, 5° 9' 40" OL  | 22681  | Laag huis met zadeldak                                        |
| Lang huis met zadeldak | Woonhuis                  | 18e eeuw                                           |                                        | Burg. Wallerweg 3 en 3a  | 52° 1' 40" NB, 5° 9' 40" OL  | 22682  | Meer afbeeldingen                                             |
| Boerderij met grote wapensteen, alliantiewapens met opschrift het rechthuis van wulven                                                  | Boerderij                 | 17e eeuw                                           |                                        | Koedijk 1                | 52° 1' 54" NB, 5° 8' 20" OL  | 22686  | Meer afbeeldingen                                             |
| Terrein waarin overblijfselen van het voormalige kasteel oud wulven met bijgebouwen                                                     | Archeologisch monument    | late middeleeuwen                                  |                                        |                          | 52° 2' 36" NB, 5° 9' 19" OL  | 45459  | Meer afbeeldingen                                             |
| Oude woongrond | Archeologisch monument    | Romeinse tijd                                      |                                        |                          | 52° 2' 24" NB, 5° 9' 23" OL  | 45460  | Upload foto                                                   |
| Terrein waarin overblijfselen van het kasteel wulven                                                                                    | Archeologisch monument    | 13e eeuw                                           |                                        |                          | 52° 1' 55" NB, 5° 8' 17" OL  | 45461  | Upload foto                                                   |
| Terrein waarin een cirkelvormig dubbel gracht- en walcomplex waarbinnen zich vermoedelijk de resten van een houten versterking bevinden | Archeologisch monument    | middeleeuwen                                       |                                        |                          | 52° 1' 34" NB, 5° 8' 10" OL  | 45462  | Upload foto                                                   |
| Oude woongrond | Archeologisch monument    | Romeinse tijd                                      |                                        |                          | 52° 1' 38" NB, 5° 9' 7" OL   | 45463  | Upload foto                                                   |
| Oude woongrond | Archeologisch monument    | Romeinse tijd                                      |                                        |                          | 52° 1' 25" NB, 5° 11' 14" OL | 45464  | Upload foto                                                   |
| Terrein waarin overblijfselen van het kasteel schonauwen                                                                                | Archeologisch monument    | 13e eeuw                                           |                                        |                          | 52° 0' 45" NB, 5° 10' 29" OL | 45465  | Upload foto                                                   |
| Oude woongrond | Archeologisch monument    | Romeinse tijd en middeleeuwen                      |                                        |                          | 52° 0' 6" NB, 5° 14' 14" OL  | 45469  | Upload foto                                                   |
| Heemstede: hoofdgebouw | Kasteel, buitenplaats     | eerste helft 17e eeuw                              |                                        | Heemsteedseweg 26        | 52° 1' 59" NB, 5° 7' 30" OL  | 454995 | Meer afbeeldingen                                             |
| Heemstede: parkaanleg | Tuin, park en plantsoen   | ca. 1690                                           |                                        | Heemsteedseweg bij 26    | 52° 2' 4" NB, 5° 7' 55" OL   | 454996 | Meer afbeeldingen                                             |
| Heemstede: twee hardstenen bekroningen of bakstenen pijlers                                                                             | Tuin, park en plantsoen   | mogelijk laat 17e eeuw                             |                                        | Heemsteedseweg bij 28    | 52° 1' 59" NB, 5° 7' 24" OL  | 454997 | Meer afbeeldingen                                             |
| Heemstede: noordelijk bouwhuis | Bijgebouwen kastelen enz. | ca. 1690                                           |                                        | Heemsteedseweg 22        | 52° 2' 0" NB, 5° 7' 34" OL   | 454998 | Meer afbeeldingen                                             |
| Heemstede: zuidelijk bouwhuis | Bijgebouwen kastelen enz. | 1905                                               |                                        | Heemsteedseweg bij 22    | 52° 1' 59" NB, 5° 7' 34" OL  | 454999 | Meer afbeeldingen                                             |
| Heemstede: toegangsbrug naar het huis                                                                                                   | Tuin, park en plantsoen   |                                                    |                                        | Heemsteedseweg bij 26    | 52° 1' 59" NB, 5° 7' 34" OL  | 455000 | Meer afbeeldingen                                             |
| Heemstede: zuidelijke brug tussen voorplein en singel                                                                                   | Tuin, park en plantsoen   | laat 17e eeuw (balustrade)                         |                                        | Heemsteedseweg bij 26    | 52° 1' 59" NB, 5° 7' 29" OL  | 455001 | Upload foto                                                   |
| Heemstede: noordelijke brug tussen voorplein en singel                                                                                  | Tuin, park en plantsoen   | laat 17e eeuw (balustrade)                         |                                        | Heemsteedseweg bij 26    | 52° 1' 59" NB, 5° 7' 29" OL  | 455002 | Meer afbeeldingen                                             |
| Heemstede: twee tuinbeelden | Tuin, park en plantsoen   | laat 17e of 18e eeuw                               |                                        | Heemsteedseweg bij 26    | 52° 1' 59" NB, 5° 7' 29" OL  | 455003 | Upload foto                                                   |
| Heemstede: piedestal | Tuin, park en plantsoen   | 18e/19e eeuw                                       |                                        | Heemsteedseweg bij 26    | 52° 1' 59" NB, 5° 7' 29" OL  | 455004 | Upload foto                                                   |
| Heemstede: hardstenen mannelijke portretbustes                                                                                          | Tuin, park en plantsoen   | vroeg 18e eeuw                                     |                                        | Heemsteedseweg bij 26    | 52° 1' 59" NB, 5° 7' 29" OL  | 455005 | Meer afbeeldingen                                             |
| Heemstede: twee marmeren vrouwelijke portretbustes                                                                                      | Tuin, park en plantsoen   | vroeg 18e eeuw                                     |                                        | Heemsteedseweg bij 26    | 52° 1' 59" NB, 5° 7' 29" OL  | 455006 | Meer afbeeldingen                                             |
| Heemstede: houten vijfzitsbank | Tuin, park en plantsoen   | 19e eeuw                                           |                                        | Heemsteedseweg bij 26    | 52° 1' 59" NB, 5° 7' 29" OL  | 455007 | Upload foto                                                   |
| Heemstede: twee hardstenen renaissance stoepstenen                                                                                      | Tuin, park en plantsoen   | begin 17e eeuw                                     |                                        | Heemsteedseweg bij 26    | 52° 1' 59" NB, 5° 7' 29" OL  | 455008 | Upload foto                                                   |
| Heemstede: twee monumentale natuurstenen lodewijk XIV tuinvazen                                                                         | Tuin, park en plantsoen   | laat 17e of 18e eeuw                               |                                        | Heemsteedseweg bij 26    | 52° 1' 58" NB, 5° 7' 26" OL  | 455009 | Meer afbeeldingen                                             |
| Heemstede: twee hardstenen lantaarnvoeten in achterhof                                                                                  | Tuin, park en plantsoen   | mogelijk 18e eeuw                                  |                                        | Heemsteedseweg bij 26    | 52° 1' 58" NB, 5° 7' 26" OL  | 455010 | Upload foto                                                   |
| Heemstede: hardstenen lodewijk XV piedestal                                                                                             | Tuin, park en plantsoen   | 18e eeuw                                           |                                        | Heemsteedseweg bij 26    | 52° 1' 58" NB, 5° 7' 26" OL  | 455011 | Meer afbeeldingen                                             |
| Heemstede: exedravormige tuinmuur | Tuin, park en plantsoen   | laat 17e eeuw                                      |                                        | Heemsteedseweg bij 26    | 52° 1' 58" NB, 5° 7' 26" OL  | 455012 | Upload foto                                                   |
| Heemstede: moestuinmuur | Tuin, park en plantsoen   | laat 17e of 18e eeuw                               |                                        | Heemsteedseweg bij 26    | 52° 1' 55" NB, 5° 7' 27" OL  | 455013 | Meer afbeeldingen                                             |
| Heemstede: toegangshek met twee hekpijlers                                                                                              | Tuin, park en plantsoen   | laat 17e eeuw en later                             |                                        | Peppelkade bij 22        | 52° 2' 21" NB, 5° 8' 60" OL  | 455014 | Meer afbeeldingen                                             |
| Terrein waarin sporen van bewoning | Archeologisch monument    | late ijzertijd, Romeinse tijd, vroege middeleeuwen |                                        |                          | 52° 0' 48" NB, 5° 11' 19" OL | 495904 | Upload foto                                                   |
| Bel Respiro | Woonhuis                  | 1902                                               | Egbertus Gerhardus Wentink (1843-1911) | Herenweg 33              | 52° 1' 47" NB, 5° 9' 29" OL  | 511640 | Meer afbeeldingen                                             |
| Pomphuisje | Straatmeubilair           | 1902                                               |                                        | Herenweg bij 35          | 52° 1' 47" NB, 5° 9' 29" OL  | 511641 | Upload foto                                                   |
| Pastorie | Kerkelijke dienstwoning   | 1885                                               |                                        | Loerikseweg 12           | 52° 1' 36" NB, 5° 9' 51" OL  | 511664 | Meer afbeeldingen                                             |
| Schuur | Woonhuis                  | begin 20e eeuw                                     |                                        | Herenweg bij 33          | 52° 1' 47" NB, 5° 9' 29" OL  | 512833 | Upload foto                                                   |